# Entephria prospicuata
Entephria prospicuata är en fjärilsart som beskrevs av Louis Beethoven Prout 1907. Entephria prospicuata ingår i släktet Entephria och familjen mätare. Inga underarter finns listade i Catalogue of Life.